# Fatima Kabafa'anu
Fatima Kabafa'anu, var prinsessa av Maldiverna. Hon var Maldivernas regent 1704. 
Fatima var gift med Isdu King Siri Muthei Ranmani Loka/ Sultan Ibrahim Mudzhuhiruddine. Hennes make abdikerade från tronen och gjorde sedan en pilgrimsresa till Mecka. Under återresan ryktades han ha drunknat. Då hon fick höra detta, tog hon makten på Maldiverna i en statskupp med syftet att överta tronen. Hon förvisade sin rival och svåger, amiral Hussain till Naifaru. Hon blev dock avhyst från det kungliga residenset Eterekoilu av premiärminister Mohamed Faamuladeyri Thakurufan, som krönte sig till sultan Siri Kula Sundhura Siyaaka Sasthura - Sultan Mudzhaffar Mohamed Imaduddine II.